# Paramisophria fosshageni
Paramisophria fosshageni is een eenoogkreeftjessoort uit de familie van de Arietellidae. De wetenschappelijke naam van de soort is voor het eerst geldig gepubliceerd in 1992 door Othman & Greenwood.